# Camilo Miettinen
Camilo Miettinen (* 1. März 1986 in Medellín, Kolumbien) ist ein finnischer Eishockey- und Inlinehockeyspieler, der seit Sommer 2014 beim IK Oskarshamn in der HockeyAllsvenskan unter Vertrag steht.

## Karriere
Camil Miettinen begann seine Karriere als Eishockeyspieler in der Jugend der Espoo Blues, für die er in der Saison 2006/07 sein Debüt in der SM-liiga gab, wobei er in seinem Rookiejahr in zwei Spielen ein Tor erzielte. In der folgenden Spielzeit wurde der Angreifer mit den Blues Vizemeister und stand zudem für Kiekko-Vantaa und den HC Salamat aus der zweitklassigen Mestis auf dem Eis. Auch in der Saison 2008/09 spielte Miettinen neben den Blues für die Zweitligisten SaPKo Savonlinna und TuTo Turku.
Im Januar 2013 wurde Miettinen zunächst an TPS Turku ausgeliehen und wechselte im Verlauf des Jahres fest zur TPS.

### International
Auf internationaler Bühne vertrat der gebürtige Kolumbianer die Inlinehockeynationalmannschaft Finnlands bei der IIHF Inlinehockey-Weltmeisterschaft 2009 in Deutschland. Nach Niederlagen im Halbfinale und Spiel um den dritten Platz belegte das Team den vierten Rang. Miettinen erzielte in sechs Turnierspielen vier Tore.

## Erfolge und Auszeichnungen
- 2008 Finnischer Vizemeister mit den Espoo Blues